# 11216 Billhubbard
11216 Billhubbard este un asteroid din centura principală de asteroizi.

## Descriere
11216 Billhubbard este un asteroid din centura principală de asteroizi. A fost descoperit pe 8 mai 1999 în cadrul proiectului CSS. Asteroidul prezintă o orbită caracterizată de o semiaxă mare de 2,26 ua, o excentricitate de 0,16 și o înclinație de 2,1° în raport cu ecliptica.